# Catujal
O Catujal (antigamente Catejal, Catijal e Catojal) é uma povoação da freguesia de Unhos, em Loures, que engloba sensivelmente a metade sul da freguesia. Faz fronteira com Sacavém, Camarate, Unhos, Apelação e o Rio Trancão. É referenciado em meados do século XIX pela qualidade das suas águas medicinais.
Em 1996, o CDS-PP e o PSD propuseram a criação de uma freguesia com sede na povoação, por desembramento de Unhos, mas ambas as iniciativas caducaram com o término da legislatura e não tiveram sequência.
Eclesiasticamente, foi erigida em quase-paróquia, tendo como orago São José de Nazaré, pelo Cardeal-Patriarca de Lisboa, D. José Policarpo, em 19 de marçoU/ de 2008, a que se seguiu a inauguração da respectiva igreja, em 1 de maio de 2010, pelo mesmo Cardeal, destinada a substituir a pequena e antiquíssima Capela de Nossa Senhora da Nazaré.